# Gravatá
Gravatá est une ville de l'est de l'État brésilien du Pernambouc.

## Géographie
Gravatá se situe par une latitude de 8° 12′ 04″ sud et par une longitude de 35° 33′ 53″ ouest, à une altitude de 447 mètres. Elle se trouve à 75 km (85 km par la route) de la capitale de l'État, Recife.
Sa population était de 71 581 habitants au recensement de 2007. La municipalité s'étend sur 513 km2.
Elle fait partie de la microrégion de la vallée de l'Ipojuca, dans la mésorégion de l'Agreste du Pernambouc.
Gravatá est connue pour son climat agréable avec une température moyenne annuelle comprise entre 18 et 22 °C. Avec ses maisons charmantes, la ville se trouve dans l'État agricole du Pernambouc. C'est une région de transition entre la forêt et les terrains agricoles, dans la région des montagnes de la Serra das Russas.
Gravatá est un centre régional important. Elle est reliée à Recife par l'autoroute fédérale BR-232 qui passe également par Vitória de Santo Antão et Jaboatão dos Guararapes.
La végétation de la région se caractérise par la savane, des pâturages naturels, des marais et des forêts.
La municipalité comprend, outre la ville de Gravatá même, les localités d'Uruçu-Mirim, Russinhas, São Severino de Gravatá, Avencas et Ilha Energétic.

## Administration
La municipalité est constituée de trois districts :
- Gravatá (siège du pouvoir municipal)
- Mandacaru
- Uruçú-Mirim

## Histoire
Une ferme est à l'origine du district municipal de Gravatá. Elle appartenait, en 1800, à un certain José Justino Carreiro de Miranda. Cette ferme servait d'auberge pour les voyageurs, marchands transportant du sucre et de la viande de bœuf, marchandises principales à cette époque, qui étaient transportés de Recife à l'intérieur du Pernambouc sur la rivière de Ipojuca.
Pour éviter que le bétail ne perde trop de poids, les marchands étaient forcés de s'arrêter plusieurs fois en chemin.
Une de ces étapes était connue sous le nom de Crauatá, venant du mot Tupi Karawatã (herbe qui troue),à cause de l'abondance d'une plante de la famille des bromélias, appelé Caraguata mais aussi Caroatá, Caróa et Gravatá.
C'est à la fin du XIXe siècle, que José Justino Carreio de Miranda occupa la Fazenda Gravatá qui, depuis longtemps, avait servi comme logement pour les voyageurs. En conséquence, il s'était formé deux bourgs, chacun sur une marge de la rivière.
En 1810, José Justino Carreiro de Miranda commençait la construction d'une chapelle dédiée à Sant'Ana, qui fut achevée douze années plus tard par son fils João Félix Justiniano.
Peu après, les terres furent divisées en 100 lots qui furent vendus aux résidents. C'est ainsi que la ville de Gravatá (Cidade de Gravatá) naquit, faisant partie du district municipal Bezerros. En 1875, la freguesia (faubourg) fut créée, et fut élevé à la catégorie de district le 30 mai 1881, par la loi provinciale num. 1.560 et la chapelle fut transformée en église paroissiale. Le 13 juin 1884, le siège du district municipal fut élevé à la catégorie de ville (Lei Provicial n° 1.805); cependant Gravatá sera émancipé seulement après la Proclamation la République, quand par la loi organique des municipalités, elle acquit son autonomie municipale et élit son premier maire, Antonio Avelino do Rêgo Barros.
À la fin du XIXe siècle, avec l'inauguration de la ligne de chemin de fer qui relie Recife à l'intérieur du Pernambuco, la ville a pris une impulsion considérablement et, peu à peu, sa vocation fut pour le tourisme, surtout avec la construction de la route BR-232, traversant la Serra das Russas.

### Great Westerns Railways
La ligne ferroviaire qui relie Gravatá à Recife fut construite entre 1881 et 1894. Le paysage montagneux autour de Gravatá posait des problèmes, car il fallut construire beaucoup de ponts et tunnels. Le Pont de Grota Funda, par exemple, atteint une hauteur de 48 m et une longueur de 180m.
Entre les années 1945-47, de nombreux ponts de fer furent remplacés par des constructions de béton armé. En 1986, le trajet était cité pour le paysage unique qu'il traverse.
La ligne ferroviaire est importante pour défricher l'arrière-pays du Pernambouc. Elle rendit possible le transport de personnes et biens entre l'arrière-pays et Recife, ce qui permit une forte croissance économique, car le commerce augmenta et aussi, les touristes commencèrent à venir. L'infrastructure du Pernambouc et Gravatá s'améliora encore avec la construction de l'autoroute BR-232.

### La Chapelle

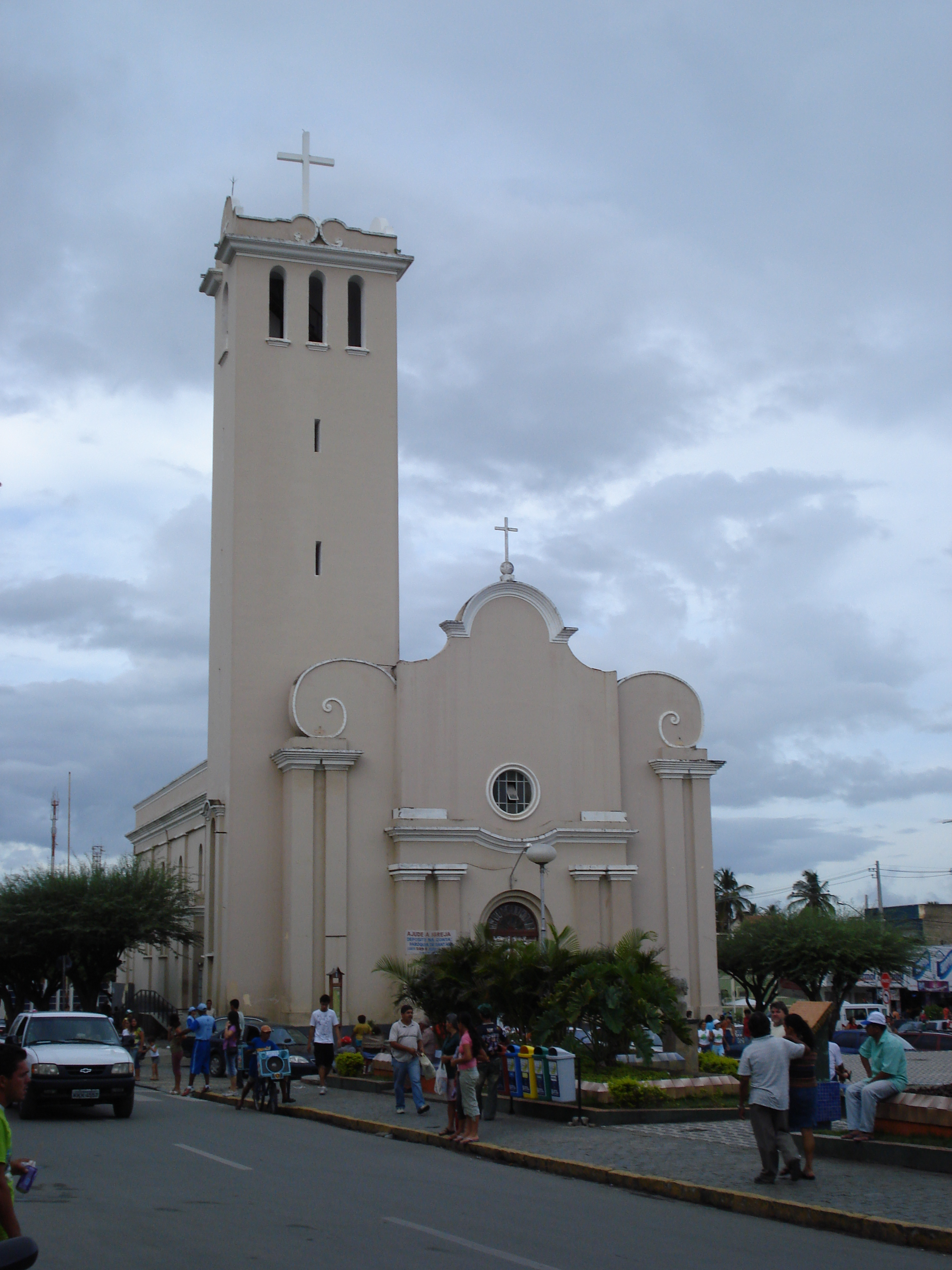
Chapelle Sant'Ana

En 1810, José Justino Carreiro de Miranda avait promis de construire une chapelle dans sa propriété. Il mourut en 1820, et c'est son fils João Félix Justiniano qui termina la chapelle en 1822 en mémoire de son père. La chapelle Sant'Ana fut inaugurée le 26 juillet 1822.
La chapelle se présente avec une façade simple, le cœur avec une petite croix de ciment et une tour de vingt mètres de haut. La grande tour est recouverte de carreaux portugais bleus et blancs. Sous les fenêtres de style gothique, il y a un emplacement de forme ovale sur lequel se trouve inscrit l'année de l'inauguration «1822». Dans la chapelle se trouvent des bancs en bois qui avaient été faits à la ferme. En face, il y a l'autel de Sainte Ana, la patronne de Gravatá.
À gauche, il y a l'autel de Santa Inez, le Coração Jésus (Cœur de Jesus) et le baptistère.  L'autel du Cœur de Jésus Coração de Jesus) est dans un vide creusé dans le gros mur sur le côté gauche, à côté de l'autel de Santa Tereza et de tabernacle. L'autel de l'Enfant Jésus est à proximité de la sacristie.

## Économie
L'activité économique la plus importante de Gravatá est l'agriculture (ananas, maïs, coton, sucre, pomme de terre, tomate, mandarine, haricot, banane, manioc, fraise), mais aussi le commerce de détail et le bétail.
Connu pour être un centre régional important de fabrication de meubles, il y a de nombreux fabricants des meubles rustiques et semi-rustiques faits en bois massif et en fibres naturelles.
On y rencontre aussi beaucoup d'artistes parmi lesquels beaucoup travaillent en artisanat manuel confectionnant des pièces de toutes sortes depuis les poupées jusqu'à des peintures et des sculptures.
Gravatá produit et vend en moyenne deux tonnes de fruits et légumes par semaine aux foires de la ville même, mais aussi a Caruaru et Recife. La culture des fleurs comme les roses et les chrysanthèmes est aussi développée; Gravatá est la ville qui a la plus grande production de fleurs de climat tempéré du Nord-est du Brésil.
Dans le secteur animal, Gravatá se distingue par ses élevages d'animaux sélectionnés: chevaux, bovins, ovins, caprins et aussi chiens de race.
Le secteur immobilier est le plus important de l'intérieur du Pernambouc. D'après les courtiers, c'est l'endroit de l'État où on construit le plus de maisons : en moyenne cinq par jour et où le mètre carré est le plus cher.

## Tourisme
Gravatá a environ 70 000 habitants, mais pendant les week-ends, lors d'événements touristiques, la population atteint environ 120 000 personnes: les touristes y viennent pour profiter du climat frais et agréable la ville.
La municipalité organise quelques grands événements touristiques au cours de l'année:
- En janvier, il y a la fête traditionnelle des Rois (Festa de Reis).
- En février, les blocs font la semaine du pré-carnaval.
- Pendant la semaine de Pâques, Gravatá est un des plus grands centres d'animation de l'État, y compris le chemin de croix. Durant cette période, les acteurs locaux présentent la Passion du Christ et de grands spectacles musicaux sont organisés avec beaucoup d'attractions de divers types (on évalue que 300 000 personnes visitent les lieux durant cette période).
- Au mois de mai, c'est l'époque du tourisme religieux, avec les festivités du Frère Damião. Une grande procession parcourt le trajet entre l'église Sant´Ana (Nossa Senhora de Sant´Ana) et la Chapelle du Riacho do Mel (Ruisseau le Miel) où Frei Damião a célébré sa première messe au Brésil.
- En juin, la fête de la São João, bien qu'elle n'existe que depuis 2002, est déjà considérée comme une des plus grandes et meilleures du pays. Durant cette période, la ville reçoit 500 000 visiteurs.